# Institut Català de Bibliografia
L'Institut Català de Bibliografia fou un organisme oficial depenent del servei de Biblioteques i del Patrimoni Bibliogràfic que al seu torn depenia de la llavors anomenada direcció general del Patrimoni Escrit i Documental, una divisió del Departament de cultura de la Generalitat de Catalunya. Tenia funcionalitats normatives, catalogant la producció bibliogràfica existent a Catalunya, així com les catalogacions periòdiques. El seu primer director fou en Lluís Anglada. Es va crear el 1981 i va ser substituït el 1995 pel Servei de Normalització Bibliogràfica (SNB), depenent ja de la Biblioteca Nacional de Catalunya.